# Hopdwergspanner
De hopdwergspanner (Eupithecia assimilata) is een vlinder uit de familie van de spanners (Geometridae). De voorvleugellengte bedraagt tussen de 9 en 12 millimeter. De soort komt verspreid over het Nearctisch gebied en het Palearctisch gebied voor. Hij overwintert als pop.

## Waardplanten
De hopdwergspanner heeft als waardplanten hop, framboos en allerlei bessen.

## Voorkomen in Nederland en België
De hopdwergspanner is in Nederland en België een vrij algemene soort, die verspreid over het hele gebied kan worden gezien. De vlinder kent jaarlijks twee generaties die vliegen van halverwege april tot halverwege september.